# Werner Götz
Werner Götz (* 7. Dezember 1934 in Berlin) ist ein deutscher Opernsänger (Tenor).

## Leben
Werner Götz studierte Gesang in Berlin, zunächst am Stern’schen Konservatorium, dann an der Hochschule der Künste. Er war dort Schüler von Schmidtmann, Friedrick Wilcke und W. Kelch. Zusätzlichen Unterricht in Gestaltung und stimmlichem Ausdruck nahm er später noch bei dem Bariton Clemens Kaiser-Breme in Essen. 1962 sang er, noch während seines Studiums, an der Wiener Kammeroper. Nach dem Abschluss seiner Ausbildung erhielt er 1963 einen Anfängervertrag an der Deutschen Oper Berlin, wo er von 1964 bis 1966 in kleineren Partien auftrat. Er sang dort u. a. den Haushofmeister bei Faninal in Der Rosenkavalier und den Narren in Wozzeck.
In der Spielzeit 1967/68 war er in seinem ersten Festengagement am Staatstheater Oldenburg engagiert; seine Antrittsrolle dort war Don Alvaro in Die Macht des Schicksals. In der Spielzeit 1968/69 war am Staatstheater Mainz engagiert. 1969 wechselte er für die folgenden 11 Jahre als „Erster Heldentenor“ an die Deutsche Oper am Rhein Düsseldorf/Duisburg und war dort bis 1979 festes Ensemblemitglied.
Götz sang zunächst das lyrische Tenorfach, u. a. Tamino in Die Zauberflöte, Lyonel in Martha. Er vollzog dann jedoch den Fachwechsel zum Zwischenfach-Tenor, zum jugendlichen Heldentenor bis hin zum Heldentenor. Zu seinen Rollen gehörten u. a. Florestan in Fidelio, Don José in Carmen (erstmals 1979 in Düsseldorf), die Titelrolle in Hoffmanns Erzählungen, die Titelpartie in Don Carlos, die seinen „Lieblingspartien“ zählte, Cavaradossi in Tosca, Henri in Der Mantel, Erik in Der Fliegende Holländer, die Titelrollen in Lohengrin und Parsifal, Narraboth in Salome und Matteo in Arabella. Im slawischen Repertoire sang er u. a. Prinz in Rusalka (1975; Deutsche Oper am Rhein, mit Hildegard Behrens als Partnerin), Hans in Die verkaufte Braut und Boris in Katja Kabanowa.
In der Spielzeit 1975/76 sang er an der Berliner Staatsoper, kurzfristig als Einspringer verpflichtet, den Lohengrin. Von 1979 bis 1983 sang Götz am Opernhaus Frankfurt am Main. Gleichzeitig war er Ensemblemitglied an der Hamburgischen Staatsoper, wo er bis Anfang 1985 auftrat.
Götz interpretierte insbesondere auch Partien aus Opern der Jahrhundertwende, des 20. Jahrhunderts und der Moderne. Zu diesen Rollen gehörten u. a. der Tambourmajor in Wozzeck, Alviano in Die Gezeichneten (Opernhaus Frankfurt; Spielzeit 1979/80), Giovanni/Laienbruder in Mona Lisa (Badisches Staatstheater Karlsruhe; Spielzeit 1982/83), Prinz Pao in Der Kreidekreis von Alexander Zemlinsky (Erstaufführung an der Staatsoper Hamburg; Premiere: Spielzeit 1982/83; dann auch wiederholt in den beiden folgenden Spielzeiten 1983/84 und 1984/85, zuletzt im März 1985) und Jim Mahoney in Aufstieg und Fall der Stadt Mahagonny. In der Spielzeit 1984/85 war er in der „Opera stabile“ der Hamburgischen Staatsoper der Oberst in der Oper Die Gespenstersonate von Aribert Reimann, den er als „fast «joviale» Figur“ darstellte. Im Juli 1978 wirkte er an der Bayerischen Staatsoper in der Uraufführung der Oper Lear von Aribert Reimann in der Rolle des Edmund mit. Zum Abschluss der Münchner Opernfestspiele sang er im August 1982 noch einmal, in der letzten Vorstellung dieser Oper, den Edmund in Lear, den er seit der Uraufführung dort in vier Spielzeiten hintereinander dargestellt hatte.
In der Spielzeit 1980/81 (Premiere: April 1981) sang er an der Hamburgischen Staatsoper den „nonchalant-autoritäre[n]“ Tambourmajor in einer Neuinszenierung des Wozzeck; er bot „in seiner bösartigen Sieghaftigkeit eine einleuchtende Charakterstudie“. Diese Rolle sang er später in Hamburg immer wieder, auch bei einer Aufführungsserie im März 1984 mit Anja Silja als Partnerin in der Rolle der Marie. In der Spielzeit 1981/82 übernahm er in Hamburg die Rolle des Ersten Geharnischten in einer Neuinszenierung der Oper Die Zauberflöte (Premiere: Mai 1982, Regie: Achim Freyer); diese Rolle sang er dann auch in den folgenden Spielzeiten immer wieder, zuletzt im Dezember 1984.
In der Spielzeit 1979/80 gastierte er am Opernhaus Zürich als Konrad in der Marschner-Oper Hans Heiling (Premiere: Dezember 1979, Regie: Nikolaus Lehnhoff). In der Spielzeit 1980/81 sang Götz am Staatstheater Hannover den Radames in einer Aida-Neuproduktion (Premiere: September 1980, Regie: Erhard Fischer); er überzeugte durch eine „adäquate, sehr überlegen wirkende Interpretation“ und durch „stimmliche Ausstrahlung“. Im Januar 1981 gastierte er, an der Seite von Simon Estes in der Titelrolle, an der Deutschen Oper am Rhein als Erik in Der fliegende Holländer. Er war ein „rollendeckender“ Erik mit „etwas uneben[er]“ Stimmführung; „Höhenprobleme gab es aber für ihn nicht“. Im Februar 1981 sang er am Opernhaus Nürnberg als Gast den Max in der Oper Der Freischütz. In der Spielzeit 1980/81 sprang er am Stadttheater Krefeld kurzfristig „mit musikalischer Souveränität“ als Titelheld in der Verdi-Oper Don Carlos (Premiere: Mai 1981, Regie: John Dew) ein. In der Spielzeit 1982/83 sang er an der Bayerischen Staatsoper in München in einer Neuinszenierung den Tambourmajor in Wozzeck (Regie: Dieter Dorn). Im Januar/Februar 1983 gastierte er an der Deutschen Oper am Rhein in Düsseldorf als Florestan; außerdem an der Hamburgischen Staatsoper als Erik. Im Januar/Februar 1983 und nochmals im April 1983 trat er am Opernhaus Frankfurt als Don José in Carmen auf, mit Gail Gilmore in der Titelrolle als Partnerin. Im Mai 1983 übernahm er am Badischen Staatstheater Karlsruhe die Rolle des Giovanni in einer pausenlosen Neufassung der Oper Mona Lisa von Max von Schillings. In der Spielzeit 1984/85 (Premiere: Dezember 1984) übernahm er am Opernhaus Essen die Partie des Erik in einer Neuinszenierung des Fliegenden Holländers. In der Spielzeit 1984/85 (Premiere: Mai 1985) sang er am Theater Aachen die Partie des Großinquisitors in einer Neuinszenierung der Oper Der Gefangene. In der Spielzeit 1985/86 war er an den Vereinigten Städtischen Bühnen Krefeld und Mönchengladbach engagiert, wo er im Oktober 1985 am Opernhaus Rheydt noch einmal die Partie des Edmund in einer Neuinszenierung von Lear sang. In der Spielzeit 1985/86 gastierte er außerdem am Theater Hagen als Bacchus in einer Neuinszenierung der Strauss-Oper Ariadne auf Naxos.
Götz trat in Deutschland außerdem am Opernhaus Dortmund, an der Oper Köln (u. a. in der Spielzeit 1986/87, als Prinz Guido Bardi in Zemlinskys Eine florentinische Tragödie), mehrfach am Staatstheater Karlsruhe (zuletzt 1984) und am Staatstheater Wiesbaden auf. In der Spielzeit 1985/86 sang er am Theater Luzern den Florestan in Fidelio.
Götz gastierte in Europa am Opernhaus von Lyon (als Siegfried in Götterdämmerung), bei der Niederländischen Oper in Amsterdam, am Teatro Liceu in Barcelona, 1980 am Teatro La Fenice in Venedig (als Guido Bardi in Eine florentinische Tragödie), 1981 am Théâtre de la Monnaie in Brüssel (als Loge in Das Rheingold), 1984 an der Covent Garden Opera in London (Don Carlos, Tambourmajor), am Opernhaus Łódź, in Prag und in Athen.
1979 gastierte er an der San Francisco Opera als Großinquisitor in Il prigioniero.
Beim Edinburgh Festival trat er 1978 mit dem Ensemble des Opernhauses von Frankfurt am Main (als Boris in Katja Kabanowa), 1979 mit dem Düsseldorfer Ensemble (als Parsifal) und 1984 mit dem Ensemble der Staatsoper Hamburg auf. Beim Edinburgh Festival sang er außerdem unter der musikalischen Leitung von Pierre Boulez die Tenor-Partie in Mahlers Liedzyklus Das Lied von der Erde.

## Tondokumente
Götz’ Stimme ist auf einigen Tonträgern dokumentiert. Bei der DGG erschien zunächst auf Schallplatte, später dann auch auf CD, ein Live-Mitschnitt der Uraufführung der Oper Lear von 1978 mit Götz als Edmund. Für die DGG sang er 1980 auch die Partie des Melot in einer Gesamtaufnahme der Oper Tristan und Isolde mit Carlos Kleiber als Dirigent; die Aufnahme erschien 1982. 1981 erschien eine Live-Aufnahme der Oper Eine florentinische Tragödie; die Aufnahme war im Oktober 1980 im Teatro La Fenice in Venedig mitgeschnitten worden. Es existieren außerdem Live-Mitschnitte der „legendären“ Rusalka-Inszenierung (1975; Deutsche Oper am Rhein, mit Götz als Prinz) und von Franz Schrekers Oper Die Gezeichneten (1979; Frankfurt am Main, mit Götz als Alviano).